# Musical.ly
Musical.ly (вимовляється як «Musically», стилізовано під musical.ly) - соціальна мережа зі штаб-квартирою в Шанхаї та американським офісом у Санта-Моніці, Каліфорнія, на якій користувачі платформи створювали та обмінювалися короткими відеороликами, що синхронізуються з губами. Перший прототип був випущений у квітні 2014 р., а офіційна версія була запущена в серпні 2014 р. За допомогою програми користувачі могли створювати музичні відеоролики, що синхронізуються з губами, тривалістю від 15 секунд до 1 хвилини, обирати звукові доріжки для супроводу, використовувати різні варіанти швидкості (сповільнена зйомка, швидка, звичайна, уповільнена та епічна), а також додавати попередньо встановлені фільтри та ефекти. Додаток також дозволяв користувачам переглядати популярних "музикантів", контент, трендові пісні, звуки та хештеги, а також унікальним чином взаємодіяти зі своїми шанувальниками.
У червні 2016 року на Musical.ly було зареєстровано понад 90 мільйонів користувачів, порівняно з 10 мільйонами роком раніше. До кінця травня 2017 року кількість користувачів додатку перевищила 200 мільйонів.
ByteDance Ltd. придбала Musical.ly Inc. 10 листопада 2017 року, а 2 серпня 2018 року приєднала її до TikTok. Одночасно Musical.ly Inc. змінила свою назву на TikTok Inc.

## Історія

### Заснування
Musical.ly Inc. була заснована давніми друзями Алексом Чжу та Лю Яном у Шанхаї, Китай. Перед запуском Musical.ly Чжу та Ян об'єдналися, щоб створити додаток для освітньої соціальної мережі, за допомогою якого користувачі могли б як викладати, так і вивчати різні предмети за допомогою короткометражних відео (3-5 хвилин). Після того, як інвестори профінансували це підприємство, їм знадобилося близько 6 місяців, щоб створити продукт. Однак після запуску ця онлайн-платформа для самонавчання не отримала достатньої популярності, а створений контент був недостатньо цікавим. Вони не змогли залучити подальші інвестиції і, втративши популярність, закрили сервіс. Тоді Чжу і Ян почали шукати нову бізнес-модель у споживчому, соціальному та мультимедійному просторі. Це привело їх до того, що вони знову зосередилися на відеоконтенті, цього разу коротшому (15-60 секунд), що, на їхню думку, допомогло б зберегти контент легким і грайливим. Вони дозволили користувачам обирати музичні фрагменти для своїх відео, що допомогло створити дуже невелику базу користувачів. Зрештою, продукт зосередився на фрагментах із синхронізацією по губах після того, як помітив сплеск завантажень у четвер увечері під час і після епізодів ігрового шоу Spike про знаменитостей Lip Sync Battle. На той час команда вирішила, що довгі музичні відео раніше не були дуже популярними, і основна причина полягала в тому, що, хоча люди готові дивитися короткі відео, їхня пропозиція була невеликою, оскільки було надто мало людей, готових знімати і ділитися ними. Тому відправною точкою для Musical.ly було представити велику кількість музики, щоб кожен міг легко інтегрувати музику у відео, і відео стало б більш цікавим. Перша версія Musical.ly була офіційно запущена в серпні 2014 року.

### Зростання
Спочатку команда запустила додаток на китайському та американському ринках. Однак, порівняно з прохолодною реакцією внутрішнього ринку, їхній додаток був особливо популярним на американському підлітковому ринку. Оскільки їхня команда була невеликою, вони вирішили зосередитися на американському ринку. Продукт швидко накопичив групу лояльних користувачів, і хоча загальна кількість користувачів продовжувала залишатися не дуже великою, рівень активності користувачів був дуже високим.
У липні 2015 року додаток почав залучати мільйони користувачів, дозволяючи "музикантам" (користувачам Musical.ly) наспівувати мільйони пісень. Musical.ly піднявся на першу позицію в магазині iOS App Store,ставши найбільш завантажуваним безкоштовним додатком у більш ніж 30 країнах, включаючи США, Канаду, Великобританію, Німеччину, Бразилію, Філіппіни та Японію. У травні 2016 року Musical.ly досяг 70 мільйонів завантажень, щодня на ньому публікується понад 10 мільйонів нових відео.
У червні 2016 року Coca-Cola запустила кампанію #ShareACoke на Musical.ly, яка представила модель "Користувацької реклами" Musical.ly. 24 липня 2016 року під час VidCon Musical.ly офіційно запустив Live.ly, свою нову платформу для трансляції відео в прямому ефірі. На Live.ly користувачі могли вести прямі трансляції на свої Musical.ly.

### Злиття з TikTok
9 листопада 2017 року Wall Street Journal повідомив, що Musical.ly Inc була продана компанії Bytedance Technology Co, яка управляє програмою Toutiao, за 1 мільярд доларів США, проте Recode оцінив продаж приблизно в 800 мільйонів доларів США. 2 серпня 2018 року відбулося злиття musical.ly і TikTok, при цьому існуючі акаунти і дані були об'єднані в один додаток зі збереженням назви TikTok. Це поклало край існуванню musical.ly і зробило TikTok світовим додатком, за винятком Китаю, оскільки китайська версія TikTok називається Douyin. Спочатку функції musical.ly все ще були присутні в додатку TikTok, включаючи корони (унікальна система верифікації musical.ly), категорії сторінок і дуети. Зрештою, TikTok прибрали корони і замінили їх галочками. Вони також позбулися категорій сторінок і почали впроваджувати багато інших функцій, включаючи прямі трансляції, вибране, репости, зшивання, голосові ефекти, фільтри та багато іншого.
[джерело?]
В результаті злиття Алекс Хофманн, генеральний директор Musical.ly, залишив свою посаду 8 січня 2018 року, оголосивши про це у своєму профілі на LinkedIn.

## Особливості
Користувачі Musical.ly могли записувати відео тривалістю від 15 секунд до 1 хвилини одним або кількома кадрами, підспівуючи звукам або комедії. Платформа також дозволяла редагувати відео за допомогою 14 попередньо встановлених фільтрів та ефектів, які дозволяють змінювати швидкість або реверсувати рух запису. Крім того, Musical.ly також мав функцію створення коротших відео, так званих "живих моментів", які, по суті, були GIF-файлами з музикою. Користувачі могли "ремузувати" (повторно використовувати) звуки, створені іншими користувачами, що виводило їх на новий рівень взаємодії з контентом. Іншими способами, за допомогою яких користувачі могли взаємодіяти один з одним, були такі функції, як "Поставити запитання" і "Дует". У зв'язку з цим Musical.ly мав опцію під назвою "Найкращий фанат назавжди", за допомогою якої користувачі могли обирати певних підписників, які могли б брати участь у дуетах з ними. Користувачі також могли надсилати приватні повідомлення своїм друзям за допомогою функції direct.ly. Musical.ly також мав власну унікальну функцію верифікації, за допомогою якої у верхній частині профілю верифікованого користувача відображалася корона. Користувачі називали це "коронованим". Користувачі могли зберігати приватні відео або публічно завантажувати їх. Ця "приватна" функція збереження схожа на "чернетки" в TikTok. Подібно до сторінки "для вас" на TikTok, на musical.ly була сторінка "вибране", на якій конкретні відео були відібрані вручну і показані на сторінці співробітниками musical.ly на основі їхньої якості відео. Логотип сторінки з'являвся внизу ліворуч біля імені користувача.

## Рецепція
28 січня 2016 року Business Insider опублікував опитування, в якому "10 з 60 [опитаних підлітків] назвали Musical.ly додатком, який їх найбільше зацікавив"

## Відомі користувачі
Активні користувачі з високими показниками популярності отримували корони від Musical.ly, які були символом верифікації додатку. Деякі користувачі платформи здобули велику популярність і величезну кількість підписників не лише в межах Musical.ly, а й за її межами. Бейбі Аріель, також відома як Аріель Мартін, яка у травні 2017 року мала 19 мільйонів підписників лише на Musical.ly, є однією з кількох користувачів, які привернули до себе увагу ЗМІ завдяки Musical.ly. У квітні 2016 року вона дала інтерв'ю в прямому ефірі Good Morning America. Маккензі Зіглер і Медді Зіглер стали більш відомими на Musical.ly, коли вони закінчили Dance Moms. Джейкоб Сарторіус, який згодом став соціальним медіа-інфлюенсером, просував свій перший сингл «Sweatshirt» на Musical.ly, після чого пісня досягла 10-го місця в iTunes Store. У червні 2016 року стало відомо, що Сарторіус підписав контракт з United Talent Agency. Лорен Грей також починала на Musical.ly і в певний момент була найбільш підписним користувачем платформи до того, як з'явився TikTok. Лорен Грей також стала першою людиною, яка досягла 40 мільйонів підписників на платформі. Ліза та Лєна починали на Musical.ly і досягли 32,7 мільйона підписників до кінця березня 2019 року. Пізніше вони видалили свій акаунт через "невеселу" атмосферу додатку. Вони створили нову сторінку в TikTok 7 травня 2020 року і станом на березень 2021 року мають понад 12 мільйонів підписників. Крістен Ханчер також є відомим користувачем, відомим своїми відео з синхронізацією губ у стилі "перехід". До 2017 року Ханчер зібрала понад 18 мільйонів підписників на платформі. У 2017 році вона співпрацювала з Логаном Полом для просування його нової пісні "Help Me Help You".

## Права, дозволи та ліцензування
У червні 2016 року Musical.ly підписав свою першу велику угоду з лейблом Warner Music Group, що дозволило ліцензувати його музику для використання на платформі Musical.ly, а користувачам додатку - взаємодіяти з виконавцями та піснями WMG. Окрім продовження співпраці з британською компанією 7digital, у квітні 2017 року Musical.ly також об'єднався з Apple Music, що дозволило користувачам підписатися на стрімінговий сервіс для прослуховування повних версій пісень, а також вирізати п'ятнадцятисекундний сегмент з пісень, який можна буде наспівувати на платформі Musical.ly.

## Дивіться також
- YouTube Shorts